# Rehmuseum
Das Rehmuseum ist ein Museum zur Ausstellung von Rehtrophäen und zur Dokumentation des Lebensraums von Rehen. Es befindet sich im Eigentum des Wittelbacher Ausgleichsfonds und wurde in der ehemaligen Stallung gegenüber dem Königlichen Schloss in Berchtesgaden eingerichtet. Die Sammlung wurde durch Albrecht Herzog von Bayern zusammengetragen.

## Geschichte
Das Museum wurde im Jahre 2005 anlässlich des 100. Geburtstages von Herzog Albrecht von Bayern in den ehemaligen Stallungen des Königlichen Schlosses Berchtesgaden auf 400 m² eröffnet. Es entstand unter der Leitung des ehemaligen Direktors des Deutschen Jagd- und Fischereimuseums Bernd E. Ergert. Es bietet einen Einblick in die Rehforschung Albrecht Herzog von Bayerns. Von 1984 bis 2005 befanden sich sämtliche Forschungsobjekte im Jagdschloss Grünau östlich von Neuburg an der Donau.
Im Museum wurde das ehemalige Arbeitszimmer des Herzogs mit der Original-Einrichtung nachgestellt. 2011 sollen dem Museum weitere 300 m² mit der Schädelsammlung zugefügt werden.

## Sammlung und Forschung
Der passionierte Jäger Herzog Albrecht von Bayern trug die gesamte Sammlung im Laufe seiner jahrelang betriebenen Wildforschungen selbst zusammen, dokumentierte sie und wertete sie aus. Das Rehmuseum zeigt Forschungsobjekte aus dem Revier Weichselboden.
Im Laufe der Jahre kamen so 1290 Bock-, 590 Geißen- und Kitzschädel sowie 3425 Abwurfstangen zusammen. Zahlreiche Abwurfstangen konnten später noch den Bockschädeln zugeordnet werden, so dass man den Entwicklungsverlauf der Böcke verfolgen konnte.
Die Ausstellung zeigt die Ergebnisse jahrelanger Fütterungsversuche an Rehen. Herzog Albrecht von Bayern ging es dabei nicht um die Züchtung kapitaler Böcke für jagdliche Zwecke. Er wollte den Nachweis erbringen, dass die Ursache für die Unterentwicklung der Rehe unzureichende Lebensbedingungen sind. Er untersuchte hierzu neben der physischen Entwicklung der Rehe auch die Verbissschäden im Wald und suchte die Zusammenhänge.
Herzog Albrecht gelang es zu belegen, dass der Verbiss, besonders an Fichtenkulturen, nicht dem Bedürfnis des Rehes entspringt, Rohfasern aufzunehmen. Vielmehr sind danach starke Verbissschäden in einem Revier ein deutliches Zeichen an Mangelernährung.
Ein weiteres Forschungsergebnis brachte Herzog Albrecht im Verhalten der Rehe vor. Im Territorial- und Sozialverhalten spielen danach nicht in erster Linie die Größe des Lebensraums und die Wilddichte eine Rolle, sondern vor allem die Änderung des Nahrungsangebotes. Anhand von Wildbret- und Geweihgewicht lassen sich diese Zusammenhänge darstellen. Ihre jahrzehntelangen Forschungsergebnisse publizierten Herzog Albrecht und seine Gemahlin Jenke in dem umfangreichen Werk Über Rehe in einem steirischen Gebirgsrevier, für das sie die Ehrendoktorwürde der Münchner Universität erhielten.